# Beat Raaflaub
Beat Raaflaub   (Winterthur, 19 d'agost de 1946) és un director d'orquestra suís. És el germà de Kurt Raaflaub, professor de Clàssics i Història de la Universitat Brown.
Va créixer a Basilea i Camerun i va estudiar alemany i història en la Universitat de Basilea, on es va graduar com a doctor en història suïssa moderna el 1977. Al mateix temps es va convertir en cantant després d'haver estudiat amb Fritz Näf. Finalment, el Conservatori de Basilea va expedir a Raaflaub el diploma per "Ensenyar Música Escolar" i "Direcció del Cor". El 1976 va ser nomenat Director de la Jugendmusikschule Muttenz prop de Basilea.
Des de 1979 ha dirigida altres dos cors com a director musical, el Cor St. Arbogast Muttenz i el Cor de la Càmera Bülach (Kammerchor Zürcher Unterland). Fa concerts amb tots dos cors a tot arreu de Suïssa.
El 1983 Raaflaub es va fer càrrec de la direcció musical del Cor de Basilea Boys (Knabenkantorei Basel). Va fer concerts amb el seu Jove Cor per Europa, Estats Units, Sud-àfrica i Brasil.
A més, Raaflaub ensenya a joves directors en l'"Acadèmia de Música de Basilea". També presenta regularment el programa de ràdio Sing mit a la Ràdio Suïssa DRS. Raaflaub és un important conseller artístic del Festival Europeu del Cor Juvenil.